# Хамфенг Саявуттхі
Хамфенг Саявуттхі (лаос. ຄໍາແພງ ໄຊຍະວຸດທິ; нар. 19 липня 1986, В'єнтьян, Лаос) — лаоський футболіст, нападник. Виступав за національну збірну Лаосу.

## Клубна кар'єра
Вихованець лаоського клубу «Йота» зі столиці країни В'єнтьяну, за який виступав до 2010 року. У 2011 році переїхав до Таїланду, де підписав контракт з «Ханькаеном». У футболці вище вказаного клубу виступав у Прем'єр-лізі Таїланду. За підсумками сезону «Ханькаен» вилетів до другого дивізіону, де виступав до середини 2013 року. У липні 2013 року перейшов до «Ангтонга». Клуб з Ангтонга виступав у третьому дивізіоні, Дивізіоні 2 Регіональна ліга (зона Центральний/Східний регіон). З вище вказаним клубом виграв свою групу та вийшов до Другого дивізіону. У 2015 році повернувся на батьківщину, де підписав контракт зі столичним «Ланексанг Юнайтед». Після того, як наприкінці 2016 року клуб дискваліфіковали за договірні матчі, у середині 2017 року повернувся до Таїланду. До завершення 2017 року виступав за клуб третього дивізіону «Бангкок Юніверситі Деффо» з Ліги 3 у зоні «Низинний регіон». Про подальшу кар'єру починаючи з 2018 року невідомо.

## Кар'єра в збірній
Вперше викликаний до національної збірної Лаосу тренером Девідом Бутом на 22 жовтня 2010 року, на матч кваліфікації чемпіонату АСЕАН 2010 проти Камбоджі. Дебютним голом за національну команду відзначився 3 липня 2011 року в переможному (6:2) матчу кваліфікації чемпіонату світу 2014 року проти Камбоджі.
Під час першого матчу Кубку виклику АФК 2014 проти Туркменістану на 34-й хвилині Кхамфенг Саявутті відкрив рахунок чудовим ударом бісиклетою. Тим не менше, Туркменістан виграв матч з рахунком 5:1.
У лютому 2020 року довічно відсторонений Азійською футбольною конфедерацією від будь-якої футбольної діяльності разом з іншим лаоським гравцем, Лембо Сайсаною, за участі в матчах з фіксованим результатом.

## Статистика виступів

### Голи за збірну
Рахунок та результат збірної Лаосу в таблиці подано на першому місці.
| №   | Дата              | Місце                                                     | Суперник     | Рахунок | Результат | Змагання                            |
| --- | ----------------- | --------------------------------------------------------- | ------------ | ------- | --------- | ----------------------------------- |
| 1.  | 3 липня 2011      | Новий національний стадіон, В'єнтьян, Лаос                | Камбоджа     | 2–0     | 6–2       | кваліфікація чемпіонату світу 2014  |
| 2.  | 11 жовтня 2012    | Тувунна, Янгон, М'янма                                    | Бруней       | 2–1     | 3–1       | кваліфікація чемпіонату АСЕАН 2012  |
| 3.  | 25 листопада 2012 | Національний стадіон Букіт-Джаліл, Куала-Лумпур, Малайзія | Індонезія    | 1–0     | 2–2       | чемпіонату АСЕАН 2012               |
| 4.  | 1 грудня 2012     | Шах-Алам, Шах-Алам, Малайзія                              | Сінгапур     | 1–0     | 3–4       | чемпіонату АСЕАН 2012               |
| 5.  | 1 грудня 2012     | Шах-Алам, Шах-Алам, Малайзія                              | Сінгапур     | 3–4     | 3–4       | чемпіонату АСЕАН 2012               |
| 6.  | 6 березня 2013    | Новий національний стадіон, В'єнтьян, Лаос                | Афганістан   | 1–0     | 1–1       | кваліфікація кубку виклику АФК 2014 |
| 7.  | 20 травня 2014    | Футбольний стадіон «Абду», Абду, Мальдіви                 | Туркменістан | 1–0     | 1–5       | кваліфікація кубку виклику АФК 2014 |
| 8.  | 12 жовтня 2014    | Новий національний стадіон, В'єнтьян, Лаос                | Камбоджа     | 2–0     | 3–2       | кваліфікація чемпіонату АСЕАН 2014  |
| 9.  | 12 жовтня 2014    | Новий національний стадіон, В'єнтьян, Лаос                | Камбоджа     | 3–2     | 3–2       | кваліфікація чемпіонату АСЕАН 2014  |
| 10. | 14 жовтня 2014    | Новий національний стадіон, В'єнтьян, Лаос                | Бруней       | 3–1     | 4–2       | кваліфікація чемпіонату АСЕАН 2014  |
| 11. | 22 листопада 2014 | Національний стадіон Мідінь, Ханой, В'єтнам               | Філіппіни    | 1–0     | 1–4       | кубок виклику АФК 2014              |
| 12. | 28 листопада 2014 | Гангдей, Ханой, В'єтнам                                   | Індонезія    | 1–2     | 1–5       | кубок виклику АФК 2014              |
| 13. | 11 червня 2015    | Новий національний стадіон, В'єнтьян, Лаос                | М'янма       | 1–0     | 2–2       | кваліфікація чемпіонату світу 2018  |
| 14. | 11 червня 2015    | Новий національний стадіон, В'єнтьян, Лаос                | М'янма       | 2–1     | 2–2       | кваліфікація чемпіонату світу 2018  |
| 15. | 13 жовтня 2015    | Супхачаласай, Бангкок, Таїланд                            | М'янма       | 1–0     | 1–3       | кваліфікація чемпіонату світу 2018  |